# Sint-Jozefskerk (Wezembeek-Oppem)

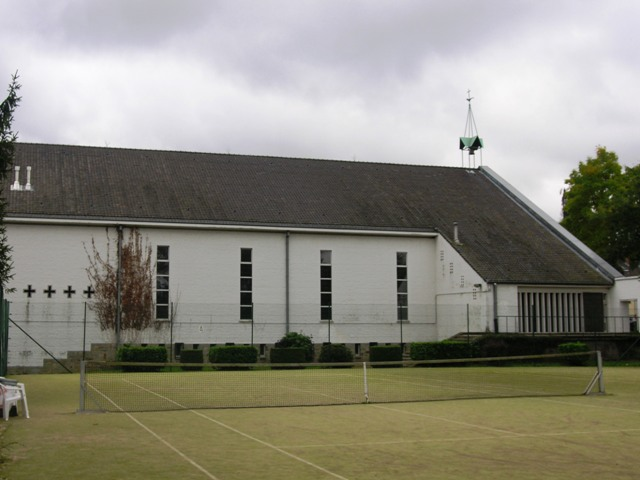
Sint-Jozefskerk

De Sint-Jozefskerk is een kerkgebouw in de Vlaams-Brabantse gemeente Wezembeek-Oppem, gelegen aan de Oppemlaan 149.

## Geschiedenis
Na de Tweede Wereldoorlog werd de wijk Schone Lucht aangelegd. De bevolking nam aanzienlijk toe en aanvankelijk werd een noodkapel opgericht. Van 1956-1957 werd een kerk gebouwd naar ontwerp van Robert Schuiten. In 1959 werd de kapel van omstreeks 1949 afgebroken en weer opgebouwd op de begraafplaats om als berging te dienen. De vertraging van de kerkbouw kwam voort uit de onzekerheid met betrekking tot de aanleg van de Brusselse Ring, die vlak achter de plaats van de kerk was geprojecteerd.
De kerk is onderdeel van een parochieel centrum met pastorie, bibliotheek, schooltje en parochiehuis.

## Gebouw
Het betreft een zaalkerk in modernistische stijl, opgebouwd uit betonelementen en bakstenen. De kerk ligt op een helling en heeft op het gelijkvloers een multifunctionele ruimte terwijl zich op de eerste verdieping de eigenlijke kerkzaal bevindt. Boven de ingang bevindt zich een dakruiter.